# Marrubium womnowii
Marrubium womnowii là một loài thực vật có hoa trong họ Hoa môi. Loài này được Popov mô tả khoa học đầu tiên năm 1914 publ. 1916.